# Studená (district de Jindřichův Hradec)
Pour les articles homonymes, voir Studená.
Studená (en allemand : Studein) est une commune du district de Jindřichův Hradec, dans la région de Bohême-du-Sud, en République tchèque. Sa population s'élevait à 2 205 habitants en 2024.

## Géographie
Studená se trouve à 21 km à l'est-nord-est de Jindřichův Hradec, à 64 km au nord-est de České Budějovice et à 117 km au sud-est de Prague.
La commune est partagée en deux sections séparées par Horní Němčice. La section principale est limitée par Panské Dubenky et Klatovec au nord, par Mrákotín à l'est, par Volfířov au sud, et par Horní Němčice, Jilem et Zahrádky à l'ouest. La section exclavée de Studená est limitée par Horní Meziříčko et Horní Němčice au nord, par Volfířov à l'est, par Heřmaneč et Kunžak au sud, et par Strmilov à l'ouest.

## Histoire
La première mention écrite du village date de 1365.